# П'єр Агостіні
П'єр Агостіні — французько-американський фізик-експериментатор, відомий винаходом методу RABBITT для характеристики аттосекундних світлових імпульсів. Здобув Нобелівську премію з фізики 2023 року спільно із Ференцем Краусом та Анною Л'Юльє.

## Освіта і кар'єра
П'єр Агостіні народився у французькому протектораті Туніс, в 1941 році. 

Здобув ступінь бакалавра в національній військовій школі Притане в 1959 році в Ла-Флеш, Франція. 

Агостіні вивчав фізику в Екс-Марсельському університеті, де згодом здобув ступінь бакалавра освіти з фізики в 1961 році, ступінь магістра (diplôme d'études approfondies) в 1962 році та докторський ступінь з оптики в 1968 році. 

Його дисертація була присвячена багатошаровим діелектричним фільтрам для ультрафіолету . 

Після здобуття докторського ступеня він став дослідником у Науковому центрі Париж-Сакле в 1969 році обіймаючи там різні посади до 2002 року. 
.
В цей час Агостіні також працював в лабораторії Жерара Мейнфрея та Клода Мануса, де досліджував багатофотонну іонізацію за допомогою потужного лазера, де вперше спостерігали надпорогову іонізацію в ксеноні в 1979 році. 

У 2001 році Агостіні та його команда з CEA Saclay разом з Гармом Гертом Мюллером з Нідерландського фонду фундаментальних досліджень матерії (FOM) за допомогою передового лазера в  Laboratoire d'Optique Appliquée зуміли створити серію імпульсів кожні 250 аттосекунд. 
Рекомбінуючи ультракороткі ультрафіолетові імпульси з оригінальним інфрачервоним світлом, вони створили ефект інтерференції, який дозволив йому охарактеризувати довжину та частоту повторення імпульсів. 

Агостіні був запрошеним науковцем у Брукгейвенській національній лабораторії в американському штаті Нью-Йорк у 2002 — 2004 роках, де він працював у групі Луїса Мауро. 

Став професором фізики в Університеті штату Огайо (OSU) у 2005 році разом з Луїсом Мауро, який переїхав роком раніше до OSU. 
.
З 2018 року почесний професор OSU. 
 Agostini became Emeritus professor at OSU in 2018.

## Відзнаки та нагороди
- 1995: премія Гюстава Рібо від Французької академії наук[23];
- 2003: премія Гея-Люссака-Гумбольдта[en][24];
- 2003: стипендія Йопа Лоса від Нідерландського фонду фундаментальних досліджень матерії (FOM)[11];
- 2007: премія Вільяма Меггерса зі спектроскопії[en] від Оптичного товариства Америки (OSA);
- 2007: стипендія Гумбольдта;
- 2008: обрано членом OSA «за лідерство в розробці інноваційних експериментів, які дають нове розуміння динаміки нелінійного відгуку атомів і молекул під дією сильних інфрачервоних лазерниї імпульсіів»[13];
- 2023: Нобелівська премія з фізики за «експериментальні методи, які генерують аттосекундні імпульси світла для дослідження динаміки електронів у речовині» разом з Анною Л'Юльє та Ференцем Краусом